# Lherm (Lot)
 Lherm  (en occitano Lèrm) es una población y comuna francesa, situada en la región de Mediodía-Pirineos, departamento de Lot, en el distrito de Cahors y cantón de Catus.

## Demografía
| 305 | 301 | 239 | 228 | 232 | 222 |
| Para los censos de 1962 a 1999 la población legal corresponde a la población sin duplicidades (Fuente: INSEE [Consultar]) |     |     |     |     |     |